# Tring
Tring est une petite ville du Hertfordshire, en Angleterre. Elle se trouve à 50 km au nord-ouest de Londres, à laquelle elle est reliée par Akeman Street. Tring se trouve dans l'ouest du Hertfordshire et au nord des Chilterns — une série de collines calcaires boisées.
La ville est célèbre pour abriter le musée de zoologie (Muséum de Tring) de Lord Lionel Walter Rothschild (1868-1937).
John Washington, l'arrière-grand-père de George Washington, y est peut-être né.

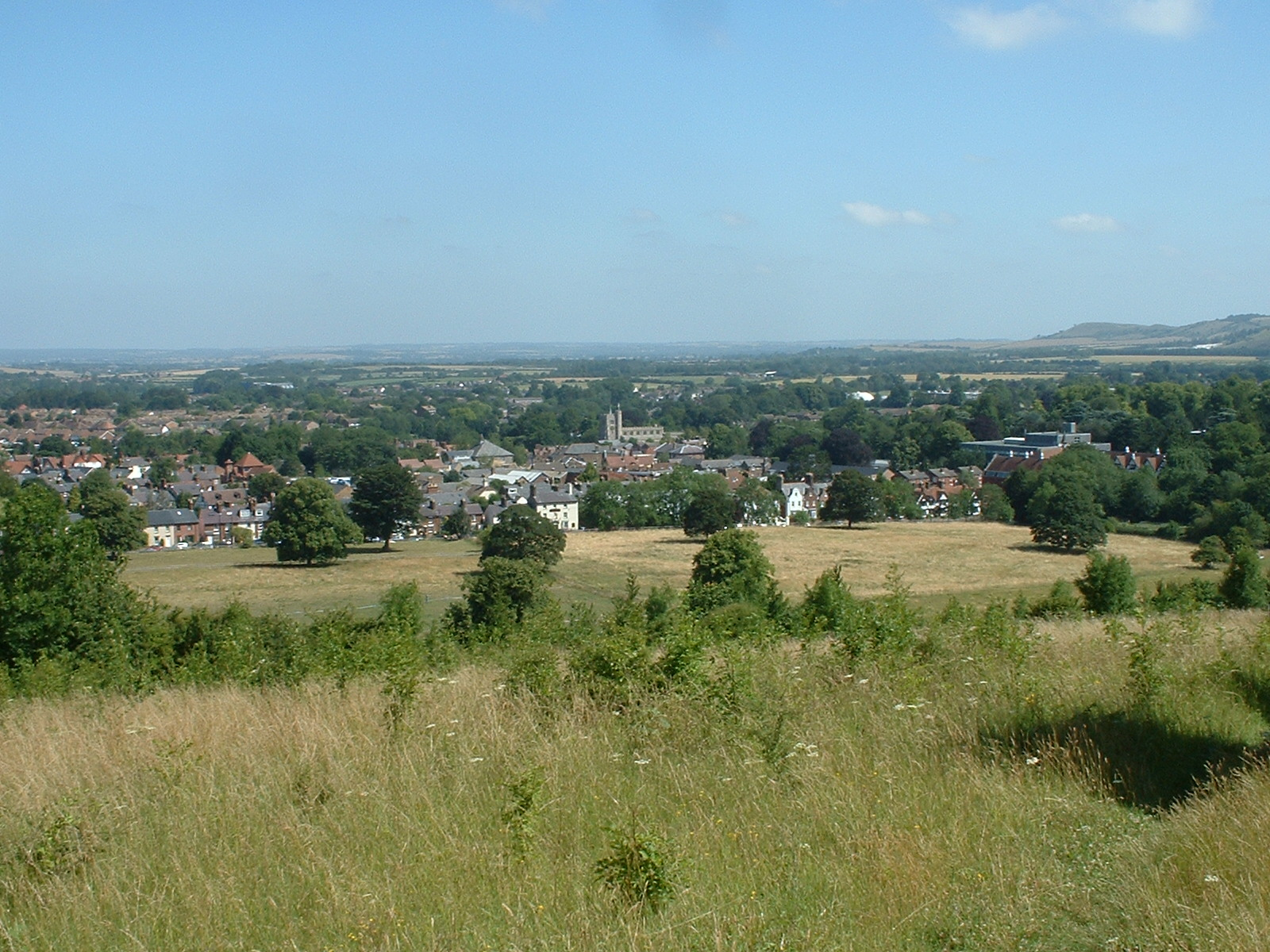
Vue de Tring, en regardant vers le nord.